# Le Vite
Les Vides dels més excel·lents pintors, escultors i arquitectes, o Le Vite de' più eccellenti pittori, scultori, ed architettori en la versió original italiana, és una obra que conté una sèrie de biografies d'artistes escrites pel pintor i arquitecte italià del segle xvi Giorgio Vasari, considerada «potser l'obra més famosa, i fins i tot actualment la més llegida entre la literatura antiga sobre art», «una de les obres més influents sobre art del Renaixement italià", i «un dels textos fonamentals de la història de l'art». El títol complet s'abreuja normalment com Vite o Le Vite.

## Història
Cal dir primer de tot que, amb Le Vite, Vasari va crear el gènere de les enciclopèdies sobre biografies d'artistes que encara sobreviu avui dia. Va encunyar el terme Renaixement (rinascita) en lletra impresa, com a consciència del renàixer de les arts que es venia vivint des del temps de Leone Battista Alberti. Le Vite va ser editada per primera vegada l'any 1550 a Florència, per Lorenzo Torrentino i va ser dedicada al Gran duc Cosme I de Mèdici. Inclou un valuós tractat sobre tècniques artístiques. Va ser parcialment reescrita i ampliada l'any 1568 i proveïda amb gravats de retrats d'artistes (alguns d'ells inventats).
L'obra palesa un permanent i notori biaix en favor dels florentins i tendeix a atribuir-los tots els nous desenvolupaments de l'art renaixentista —per exemple, la invenció del gravat. L'art venecià, en particular, és sistemàticament obviat. Entre la seua primera i segona edició, Vasari va visitar Venècia i, per tant, la segona edició presta més atenció a l'art venecià (incloent-hi finalment Ticià, però sense atènyer-hi un punt de vista neutral). John Symonds manifestava l'any 1899 que «és clar que Vasari sovint escrivia sense massa cura, confonent llocs i dates, i sense preocupar-se de verificar la veritat de les seues afirmacions». Tot i que hom manté actualment aquest punt de vista, el cert és que Le Vite continua sent avui dia una de les fonts bàsiques per a l'estudi del Renaixement a Itàlia.
Les seues biografies estan farcides d'anècdotes, algunes de les quals tenen un halo d'autenticitat i d'altres semblen invencions. D'altres són ficcions genèriques, com aquella en què el jove Giotto pintava una mosca sobre un quadre de Cimabue i aquest vell mestre la intentava repetidament espantar, un conte que recorda una anècdota que es contava del pintor grec Apel·les de Colofó. Vasari no va investigar als arxius per obtenir dates correctes, i naturalment les seues biografies més fiables corresponen a les dels pintors de la seua generació o els de la immediatament anterior. La crítica moderna —amb els nous materials descoberts per la investigació— n'ha corregit moltes de les dates i atribucions. No obstant això, l'obra continua considerant-se un clàssic, tot i que actualment s'utilitza suplementada amb els resultats de la moderna investigació.
Vasari va incloure un esbós autobiogràfic de 42 pàgines com a final de les seues Vite, i va afegir més detalls sobre ell mateix i la seua família en les vides de Lazzaro Vasari i Francesco Salviati.

## Influència
Le Vite de Vasari ha estat qualificada com «amb diferència, el text més influent per a la història de l'art del Renaixement" i «l'obra més important sobre biografies d'artistes del Renaixement». La seua influència se situa principalment en tres aspectes: com un exemple per als biògrafs i historiadors de l'art contemporanis i posteriors, com a visió del Renaixement i del paper que Roma i Florència hi jugaren, i com una important font d'informació sobre la vida i obra dels primers artistes italians.
Les Vite han estat traduïdes a diverses llengües, ja siga parcialment o per complet, incloent-hi l'anglès, el neerlandès, l'alemany i el francès.

### Onada de biografies d'artistes
Le Vite van desencadenar una onada de biografies d'artistes. Molts, principalment durant el segle xvii, en van ser creditors del sobrenom del Vasari del seu respectiu país. Karel van Mander, als Països Baixos, va ser probablement el primer èmul de Vasari amb la seua obra Het Schilderboeck (Llibre dels pintors) de l'any 1604, la primera llista general de biografies de pintors neerlandesos. Joachim von Sandrart (1606-1688), autor de Deutsche Akademie, va ser conegut com el «Vasari alemany». A Anglaterra, l'obra Painting Illustrated d'Aglionby, de l'any 1685, també està fonamentalment basada en l'obra de Vasari.

### Visió del Renaixement
Le Vite ha estat també la font de discussions sobre el desenvolupament de l'estil. Durant molt de temps, va influir en l'opinió que els historiadors de l'art tenien sobre el Renaixement inicial, posant èmfasi en les conquestes artístiques dels artistes romans i florentins i ignorant-hi les dels venecians i, per descomptat, les dels de la resta d'Europa.

### Font d'informació
Finalment, Le Vite ha estat durant segles la principal font d'informació sobre els pintors del primerenc Renaixement italià (i especialment toscà) i l'atribució de les seues obres. El 1899, un autor del prestigi, John Addington Symonds, va emprar Le Vite com una de les fonts bàsiques per a la descripció dels artistes en la seua obra en 7 volums Renaissance in Italy i, hui dia, malgrat el seu obvi biaix, continua sent la base de les biografies de nombrosos artistes, com ara Leonardo da Vinci.

## Contingut
Le Vite conté les biografies de molts artistes italians importants, i també s'usa com una mena de referència clàssica sobre llurs noms, que de vegades presenten variacions. La llista següent respecta l'ordre del llibre, que es divideix en tres blocs. El llibre comença amb una dedicatòria a Cosme I de Mèdici i un prefaci, per continuar amb textos tècnics i històrics sobre arquitectura, escultura i pintura. Hi segueix un segon prefaci, introduint les Vides, en les parts 2 a 5 del llibre. La següent és la llista completa de l'edició del 1568:

### Part 2
- Cimabue
- Arnolfo di Lapo, amb Bonanno
- Nicola Pisano
- Giovanni Pisano
- Andrea Tafi
- Gaddo Gaddi
- Margaritone
- Giotto, amb Puccio Capanna
- Agostino i Agnolo
- Stefano i Ugolino
- Pietro Lorenzetti (Pietro Laurati)
- Andrea Pisano
- Buonamico Buffalmacco
- Ambrogio Lorenzetti (Ambruogio Laurati)
- Pietro Cavallini
- Simone Martini amb Lippo Memmi
- Taddeo Gaddi
- Andrea Orcagna (Andrea di Cione)
- Tomasso Fiorentino
- Giovanni da Ponte
- Agnolo Gaddi
- Berna Sanese (Barna da Siena)
- Duccio
- Antonio Viniziano (Antonio Veneziano)
- Jacopo di Casentino
- Spinello Aretino
- Gherardo Starnina
- Lippo
- Lorenzo Monaco
- Taddeo Bartoli
- Lorenzo di Bicci

### Part 3
- Jacopo della Quercia
- Niccolo Aretino (Niccolò di Piero Lamberti)
- Dello (Dello di Niccolò Delli)
- Nanni di Banco
- Luca della Robbia
- Paolo Uccello
- Lorenzo Ghiberti
- Masolino da Panicale
- Parri Spinelli
- Masaccio
- Filippo Brunelleschi
- Donatello
- Michelozzo Michelozzi
- Antonio Filarete i Simone (Simone Ghini)
- Giuliano da Maiano
- Piero della Francesca
- Fra Angelico
- Leon Battista Alberti
- Lazaro Vasari
- Antonello da Messina
- Alessio Baldovinetti
- Vellano da Padova (Bartolomeo Bellano)
- Fra Filippo Lippi
- Paolo Romano, Mino del Reame, Chimenti Camicia i Baccio Pontelli
- Andrea del Castagno
- Domenico Veneziano
- Gentile da Fabriano
- Vittore Pisanello
- Pesello i Francesco Pesellino
- Benozzo Gozzoli
- Francesco di Giorgio i Vecchietta (Lorenzo di Pietro)
- Galasso Ferrarese
- Antonio Rossellino
- Bernardo Rossellino
- Desiderio da Settignano
- Mino da Fiesole
- Lorenzo Costa
- Ercole Ferrarese
- Jacopo Bellini
- Giovanni Bellini
- Gentile Bellini
- Cosimo Rosselli
- Il Cecca (Francesco d'Angelo)
- Don Bartolomeo Abbate di S. Clemente (Bartolomeo della Gatta)
- Gherardo Silvani
- Domenico Ghirlandaio
- Antonio Pollaiuolo
- Piero Pollaiuolo
- Sandro Botticelli
- Benedetto da Maiano
- Andrea del Verrocchio
- Andrea Mantegna
- Filippino Lippi
- Bernardino Pinturicchio
- Francesco Francia
- Pietro Perugino
- Vittore Scarpaccia
- Iacopo detto l'Indaco (Jacopo Torni)
- Luca Signorelli

### Part 4
- Leonardo da Vinci
- Giorgione da Castelfranco
- Antonio da Correggio
- Piero di Cosimo
- Donato Bramante (Bramante da Urbino)
- Fra Bartolomeo Di San Marco
- Mariotto Albertinelli
- Raffaellino del Garbo
- Pietro Torrigiano (Torrigiano)
- Giuliano da Sangallo
- Antonio da Sangallo el Vell
- Rafael
- Guillaume de Marcillat
- Simone del Pollaiolo (il Cronaca)
- Davide Ghirlandaio i Benedetto Ghirlandaio
- Domenico Puligo
- Andrea da Fiesole
- Vincenzo da San Gimignano i Timoteo da Urbino
- Andrea Sansovino (Andrea dal Monte Sansovino)
- Benedetto da Rovezzano
- Baccio da Montelupo i Raffaello da Montelupo (pare i fill)
- Lorenzo di Credi
- Boccaccio Boccaccino (Boccaccino Cremonese)
- Lorenzetto
- Baldassare Peruzzi
- Pellegrino da Modena (Pellegrino Aretusi)
- Giovanni Francesco Penni, també conegut com il Fattore
- Andrea del Sarto
- Francesco Granacci
- Baccio D'Agnolo
- Properzia de’ Rossi
- Alfonso Lombardi
- Michele Agnolo (Giovanni Angelo Montorsoli)
- Girolamo Santacroce
- Dosso Dossi and Battista Dossi (Dossi brothers)
- Giovanni Antonio Licino
- Rosso Fiorentino
- Giovanni Antonio Sogliani
- Girolamo da Treviso (Girolamo Da Trevigi)
- Polidoro da Caravaggio i Maturino da Firenze (Maturino Fiorentino)
- Bartolommeo Ramenghi (Bartolomeo Da Bagnacavallo)
- Marco Calabrese
- Morto Da Feltro
- Franciabigio
- Francesco Mazzola
- Jacopo Palma (Il Palma)
- Lorenzo Lotto
- Fra Gocondo
- Francesco Granacci
- Baccio d'Agnolo
- Valerio Vicentino (Valerio Belli), Giovanni da Castel Bolognese (Giovanni Bernardi) i Matteo dal Nasaro Veronese

### Part 5
- Marcantonio Bolognese
- Antonio da Sangallo
- Giulio Romano
- Sebastiano del Piombo (Sebastiano Viniziano)
- Perino Del Vaga
- Giovann'Antonio Lappoli
- Niccolò Soggi
- Niccolò detto il Tribolo
- Pierino da Vinci
- Domenico Beccafumi
- Baccio Bandinelli
- Giuliano Bugiardini
- Cristofano Gherardi
- Jacopo da Pontormo
- Simone Mosca
- Girolamo Genga, Bartolommeo Genga i Giovanbatista San Marino (Giovanni Battista Belluzzi)
- Michele Sanmicheli
- Giovannantonio detto il Soddoma da Verzelli
- Bastiano detto Aristotile da San Gallo
- Benedetto Garofalo i Girolamo da Carpi
- Ridolfo Ghirlandaio, Davide Ghirlandaio i Benedetto Ghirlandaio
- Giovanni da Udine
- Battista Franco
- Francesco Rustichi
- Fra' Giovann'Agnolo Montorsoli
- Francesco detto de' Salviati
- Daniello Ricciarelli da Volterra
- Taddeo Zucchero

### Part 6
- Michelangelo Buonarroti (Michelangelo)
- Francesco Primaticcio
- Tiziano da Cadore (Ticià)
- Jacopo Sansovino
- Lione Aretino (Leone Leoni)
- Giulio Clovio, miniaturista
- Bronzino
- Giorgio Vasari

## Còpies deLes Videsde Vasari en línia
- "Giorgio Vasari's Lives of the Artists." Arxivat 2010-12-05 a Wayback Machine. Website created by Adrienne DeAngelis. Currently incomplete, intended to be unabridged, in English.
- "Le Vite", 1550 Unabridged, original Italian.
- "Stories Of The Italian Artists From Vasari." Translated by E L Seeley, 1908. Abridged, in English.
- Le Vite - Edizioni Giuntina e Torrentiniana Arxivat 2006-05-09 a Wayback Machine..
- Gli artisti principali citati dal Vasari nelle "Vite" (elenco) Arxivat 2020-12-13 a Wayback Machine..
- Excerpts from the Vite combined with photos of works mentioned by Vasari. Arxivat 2003-10-08 a Wayback Machine.
- Brief Vita Arxivat 2008-04-10 a Wayback Machine..